# Angle aigu
Pour les articles homonymes, voir Aigu.

Un angle aigu

En mathématiques, un angle aigu est un angle saillant strictement inférieur à l'angle droit, autrement dit un angle dont la mesure en degrés est comprise entre 0° et 90° exclu (soit entre 0 et π/2 radians exclu). 
Une condition équivalente est que son cosinus soit strictement positif.
Un angle saillant strictement supérieur à l'angle droit est dit « obtus ».